# David Fabricius
David Fabricius (9. března 1564 Esens – 7. května 1617 Osteel), byl německý pastor, teolog, kartograf a amatérský astronom, který se zasloužil o dva důležité astronomické objevy na přelomu 16. a 17. století.
David Fabricius se narodil ve městě Esens v Dolním Sasku. V roce 1583 začal studovat na univerzitě v Helmstedtu. Od roku 1584 sloužil jako pastor v malém městečku Resterhafe a od roku 1603 zastával tutéž pozici v městě Osteel. Našel své zalíbení ve vědě a to převážně v astronomii. Byla dokonce nalezena korespondence mezi ním a Keplerem.
Fabricius objevil první periodicky opakující se proměnou hvězdu jménem Mira srpna roku 1596. Původně Miru považoval za další novu, to však vyvrátilo jeho další pozorování v roce 1609, kdy zjistil, že je zas světlejší.
V roce 1611 společně se svým synem Johannem Fabriciem, který se právě vrátil ze studií na univerzitě Nizozemsku začal pozorovat Slunce. Byli pravděpodobně první, kteří zaznamenali existenci slunečních skvrn. Při pozorování jejich pohybů a periodického objevování na stejných místech navrhli existenci pohybu Slunce kolem své vlastní osy.